# La Puerta (Córdova)
La Puerta é um município da província de Córdova, na Argentina.